# Antonio Ballester
Antonio Ballester Vilaseca (Valencia, 18 de agosto de 1910-Alella, 9 de marzo de 2001), también conocido como Tonico Ballester, fue un escultor español.
Era hijo del escultor imaginero Antonio Ballester Aparicio, hermano de la artista Manuela Ballester (y por tanto cuñado de Josep Renau). Con su mujer Ana María Bonilla tuvo tres hijos: el músico Antonio Ballester Bonilla, el pintor Jorge Ballester Bonilla y la escultora y profesora de arte Ana Rosa Ballester.

## Obras tempranas
Desde muy temprana edad Antonio muestra un gran interés y aptitud por la música (como cantante) y el dibujo. Antonio inicia su aprendizaje artístico en el taller de su padre Antonio Ballester Aparicio. A los doce años ingresa en la Real Academia de Bellas Artes de San Carlos y en 1927 obtiene el "Premio Roig" por su trabajo de final de carrera (desaparecido).
Destacamos algunas obras tempranas:
- "Monumento de los Españoles a la Independencia de Uruguay" (Paysandú, Uruguay)
- "Corazón de Jesús", exhibido en la Exposición Internacional de Barcelona (1929) (desaparecido).
- "Jirafas" y "Monjitas", "Toritos y Montañas", "Osito", cerámicas realizadas en colaboración con Alfons Blat Monzó.
- "Tríptico", colaboración con Josep Renau y Francisco Badía.
- "Grupo de tres figuras".

## Segunda República y guerra civil
En 1936 Antonio contrae matrimonio con Ana Maria Bonilla Baggetto y es nombrado catedrático de dibujo del Instituto Blasco Ibáñez de Valencia. En 1937 se incorpora en el frente de Teruel realizando trabajos topográficos en los frentes y luego a la Sección de Propaganda del Comisariado del Ejército de Levante.
Tras la guerra Antonio es apresado en la Cárcel Modelo de Valencia durante un año. En la prisión consigue organizar un taller de escultura para ayudar a sustentar a su familia. Tras su estancia en la cárcel realiza varias obras de imaginería para iglesias en Alcira, Rocafort y Godella.
De esta época destacan las siguientes obras:
- "Los Vencedores de Brihuega" y "Fuenteovejuna" (retablos enviados al Pabellón de la República Española en la Exposición Internacional de París).
- Relieve funerario para el panteón de la familia Montesinos (1934-35) en el cementerio de Valencia
- Lápida funeraria para Lope de Vega (1935-36), Premio Nacional de Escultura (desaparecido).
- "República Combatiente" (1938-39)
- "Santa María del Lluch" (Santuario de Nuestra Señora del Lluch de Alcira).
- "Retablo en tres poses de la esposa del artista" (1941-43) y busto en bronce de su hijo Jorge Ballester.

## Exilio: México y EE. UU.
Mariano Benlliure, José Capuz y Victorio Macho cierran un ciclo rotundo de la escultura española. Antonio Ballester inicia en su soledad mexicana, otro nuevo cuyos frutos ya cuajados, continúan la tradición de la plástica española situándola en las avanzadas del mundo artístico de nuestros días." Josep Renau Berenguer

En 1946 emigra a la Ciudad de México donde estaban ya su madre Rosa y sus hermanas Fina, Manuela y Rosa (las dos últimas junto con sus maridos Josep Renau y Ángel Gaos, respectivamente). En México continua recibiendo numerosos encargos de imaginería religiosa, algunos de gran tamaño (para las Iglesias de Santa Rosa de Lima, de los Padres Claretianos, el Seminario de los Padres Jesuitas de San Ángel, Seminario de los Padres Agustinos, y Sanatorio Español, en la Ciudad de México). Paralelamente continua creando numerosas esculturas de temática y estilo propios (como "Mediterránea", la serie "La pareja humana",  "Maternidad del Cabañal", "Mujer Acostada" o "Mexicanita I y II"). Su obra "Maternidad Mexicana" recibe el Premio Nacional de escultura de México.

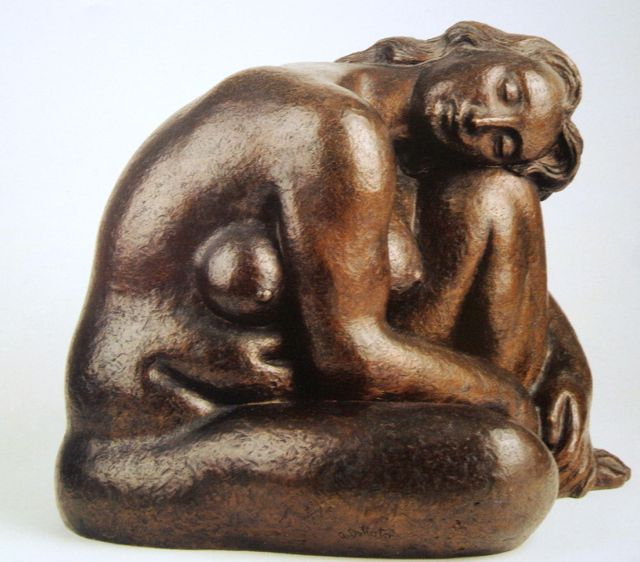
Antonio Ballester

Entre 1954 y 1957 colabora con el arquitecto Félix Candela en Nuestra Señora de la Medalla Milagrosa (México, D.F.), para la que diseña y realiza el Altar Mayor, la imaginería y el Vía Crucis.
De 1960 a 1963, Antonio Ballester se traslada a Los Ángeles (California) junto a su esposa y su hija. En Los Ángeles realiza varias obras de gran tamaño como Muchacha de Espaldas (grupo escultórico en bronce de grandes dimensiones para el Home Savings & Loan) y un gran número de retablos y figuras de gran tamaño para el de St. John's Seminary (Camarillo, EE. UU.).
Realiza también varias esculturas de menor tamaño y estilo más personal como "Muchacha Sentada", y "Composición en Radar".
Trabaja también realizando un gran número de figuras de cera para el Movieland_Wax_Museum: Artistas: Clark Gable, Leslie Howard, David Niven, Cattie Mac Daniels, Olivia de Haviland, Natalie Wood, Vivien Leigh, Charlton Heston, Gene Kelly, Robert Stack, Figuras: Don Quijote y Sancho, David de Miguel Ángel, Leonardo da Vinci, Gioconda de cuerpo entero.

## Retorno a Valencia
En 1963 Antonio se instala de nuevo en Valencia tras dieciocho años; el artista realizará el resto de su obra en Valencia.
Inicialmente se dedica a finalizar y ampliar varios de los encargos obtenidos en California (St. John's Seminary, Movieland Wax Museum) y a la realización de nuevos encargos, en particular un retablo de la Santa Cena en piedra artificial de doce metros de largo por dos de alto, para la St. Anthony's Church (Fresno, EE. UU.). Realiza también múltiples esculturas como Mujer Peinándose, Pareja Humana I (adquiridos por la Sala Misrachi) y "Muchacha en el lago".
A partir de los años 1970 y tras la finalización de las grandes obras para EE. UU., el artista trabajará principalmente para sí mismo, produciendo numerosas obras de gran calidad, como los bronces "Vicente Blasco Ibañez", "Estatua Neoclásica", "Mujer Anaduza I y II", o "Los Diálogos (Homenaje a Lluis Vives)"

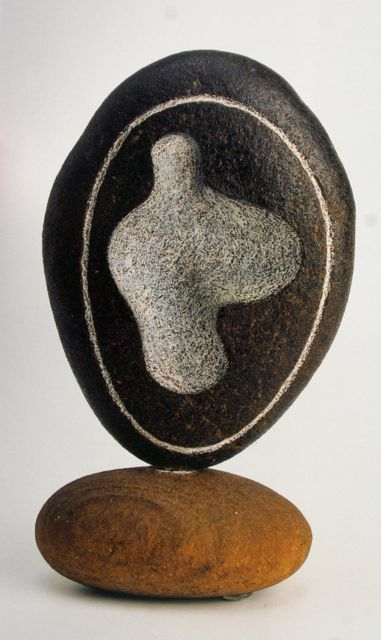
Antonio Ballester